# 脇元村
脇元村（わきもとむら）は、かつて青森県にあった村。

## 地理
西側は日本海に面している。

## 沿革
- 1889年（明治22年）4月1日 - 町村制施行により北津軽郡脇元村、磯松村が合併し、脇元村が発足。
- 1955年（昭和30年）3月31日 - 北津軽郡相内村、西津軽郡十三村と合併し、市浦村となり消滅。

## 施設など
- 脇元郵便局
- 脇元中学校
- 脇元小学校

## 村長
- 外崎千代吉